# 조 길건
조 길건(Joe Gilgun, 1984년 3월 9일 ~ )은 잉글랜드의 배우이다.

## 영화
- 디스 이즈 잉글랜드
- 해리 브라운
- 락아웃: 익스트림미션
- 런던 프라이드 (영화)
- 라스트 위치 헌터

## 텔레비전
- 코로네이션 스트리트
- 홀리오크 (드라마)
- 셰임리스 (2004년 드라마)
- 에머데일
- 미스핏츠 (드라마)
- 리퍼 스트리트
- 프리처